# Martin van Rhee
Martin van Rhee (Baarn, 2 juli 1976) is een Nederlands biljarter die gespecialiseerd is in het kunststoten (biljart artistiek).

## Biografie
Van Rhee begon op 14-jarige leeftijd met biljarten. Hij kreeg de eerste jaren les van zijn opa, Wouterus Roos, zelf een begenadigd biljarter tijdens de oorlogsjaren. Op 19-jarige leeftijd kwam Van Rhee in aanraking met het biljart artistiek, waar hij uitkwam in de eerste klasse. Hij heeft toen één seizoen meegedaan.
Na een periode van tien jaar keerde Van Rhee terug in het biljart artistiek. Omdat hij niet beschikte over een eigen trainingstafel trainde Van Rhee bij zijn collegabiljarter en zevenvoudig Oostenrijks kampioen Manfred Hekerle. Dankzij het mentorschap van Hekerle boekte Van Rhee een goede progressie wat hem, in zijn eerste seizoen, bijna Nederlands kampioen in de hoogste klasse (ereklasse) maakte. Dankzij stalen zenuwen en veel ervaring werd toen Ruud de Vos kampioen en Van Rhee tweede.
Van Rhee werd op zijn eerste EK te Malatya (Turkije) 14e. Hij werd daarna in 2009 in Aalten Nederlands kampioen ereklasse met een recordmoyenne en vervolgens 8e op het EK te Grubbenvorst. In 2011 werd van Rhee opnieuw Nederlands kampioen tijdens de Masters in Groenlo en wederom in 2015 in Mariënberg. Zijn beste prestatie tot nu toe is de bronzen medaille gehaald tijdens het WK te Kastamonu, Turkije.

## Palmares
- 2007:
  - 2e van Nederland
  - 14e van Europa

- 2008: 3e van Nederland
- 2009:
  - Nederlands kampioen (met een record van 73,17%)
  - 8e van Europa
  - 3e van de wereld

- 2010: 4e van Nederland
  - winnaar tweede Grand Prix

- 2011:
  - winnaar derde Grand Prix (2010-2011)
  - Nederlands kampioen
  - 6e van de wereld
  - winnaar tweede Grand Prix (2011-2012)

- 2012 - 2013
  - winnaar eerste Grand Prix (2013)

- 2014 - 2015
  - winnaar derde Grand Prix (geen enkele set verloren en nieuw persoonlijk record (73,77%))

- 2015 Nederlands kampioen te Mariënberg

Winnaar van diverse toernooien gespeeld in Oostenrijk, België en Hongarije.